# 松卡耶爾維

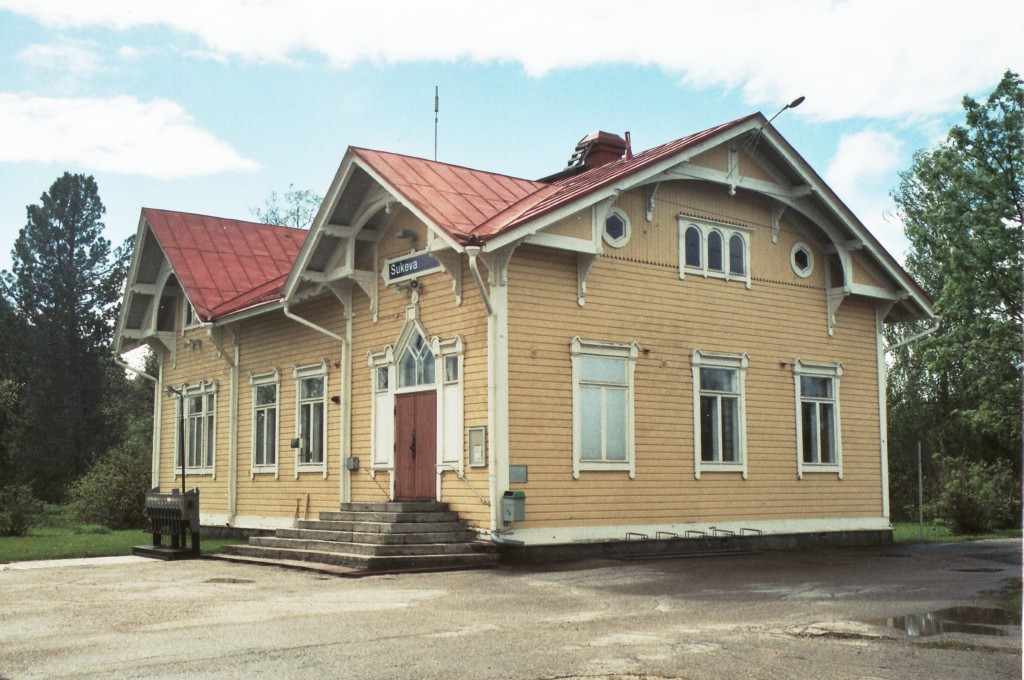

松卡耶爾維（芬蘭語：Sonkajärvi）是芬蘭的城鎮，位於該國中部，由北薩沃尼亞區負責管轄，始建於1922年，面積1,577平方公里，2013年人口4,596，人口密度為每平方公里3.14人。

## 外部連結
- Municipality of Sonkajärvi – Official site （文）
- Wife Carrying Championship 2008